# Curimatopsis myersi
Curimatopsis myersi és una espècie de peix d'aigua dolça de la família dels curimàtids i de l'ordre dels caraciformes. Poden assolir fins a 4,4 cm de llargària total.
Viu en zones de clima tropical entre 20 °C - 26 °C de temperatura. Es troba a la conca del riu Paraguai.